# Nearctopsylla traubi
Nearctopsylla traubi är en loppart som beskrevs av Hubbard 1949. Nearctopsylla traubi ingår i släktet Nearctopsylla och familjen mullvadsloppor. Inga underarter finns listade i Catalogue of Life.